# Hans Verbeek (Politiker)

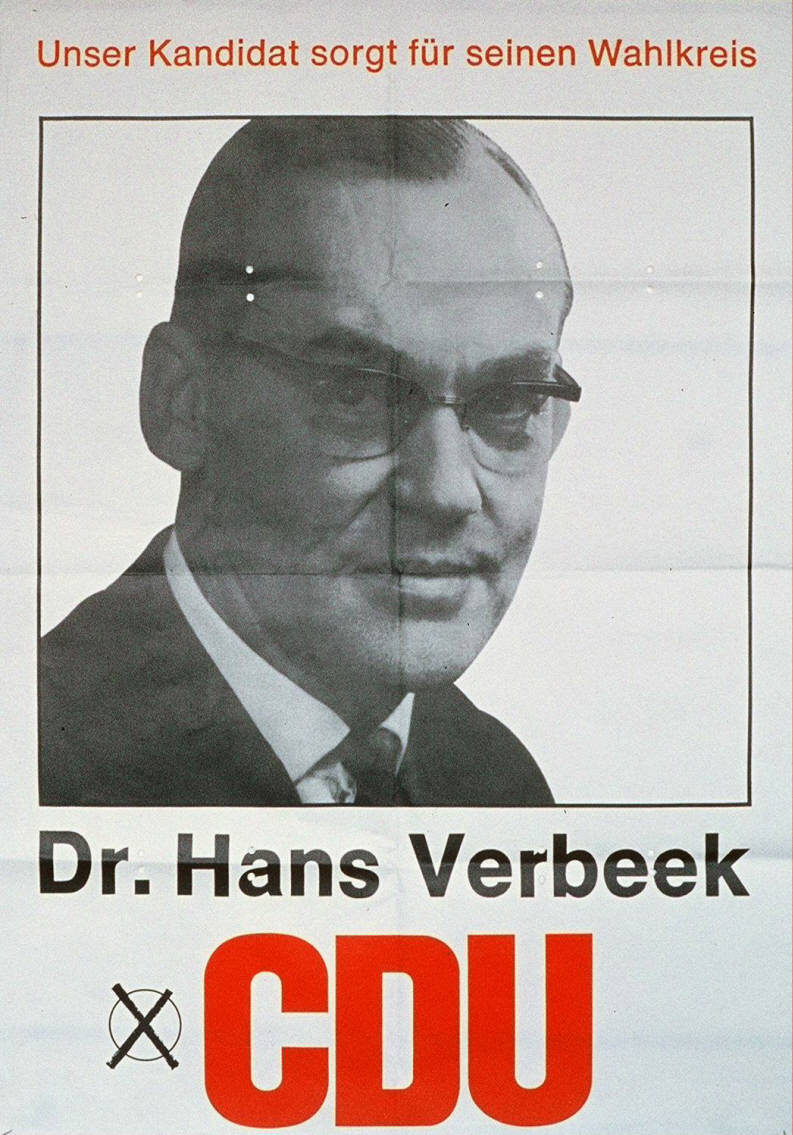
Plakat zur Bundestagswahl 1965

Hans Verbeek (* 6. Dezember 1917 in Uerdingen; † 13. Dezember 1966 in Bonn) war ein deutscher Jurist, Verwaltungsbeamter und Politiker (CDU).

## Leben und Beruf
Nach dem Besuch der Volksschule und dem Abitur am Reformgymnasium studierte Verbeek zunächst Rechtswissenschaften. Er musste sein Studium aber unterbrechen, wurde zur Wehrmacht eingezogen und nahm von 1939 bis 1945 als Soldat am Zweiten Weltkrieg teil. Zuletzt wurde er als Oberleutnant der Reserve und Batteriechef eingesetzt. Bei Kriegsende geriet er in Gefangenschaft. Später erhielt er bei der Bundeswehr den Rang eines Majors der Reserve.
Nach der Entlassung aus der Kriegsgefangenschaft nahm Verbeek sein Studium wieder auf, das er 1948 mit dem ersten juristischen Staatsexamen, 1949 mit der Promotion zum Dr. jur. sowie 1951 mit dem zweiten juristischen Staatsexamen beendete.  Anschließend trat er in den Verwaltungsdienst des Landes Nordrhein-Westfalen ein, wurde 1953 zum Kreisverwaltungsrat ernannt und amtierte seit 1957 als Oberkreisdirektor des Kreises Euskirchen. In Euskirchen wurde eine Förderschule für Geistige Entwicklung nach ihm benannt. Seit 1950 war er Mitglied der KDB Rheno-Silesia zu Düsseldorf im RKDB.

## Partei
Verbeek war seit 1946 Mitglied der CDU. Er war von 1954 bis 1957 Vorsitzender des CDU-Kreisverbands Euskirchen und wurde 1954 in den Landesbeamtenausschuss der CDU Rheinland gewählt.

## Abgeordneter
Verbeek gehörte dem Deutschen Bundestag seit der Bundestagswahl 1965 bis zu seinem Tode an. Im Parlament vertrat er den Wahlkreis Bergheim.